# Aleksandr Puzyriewski
Aleksandr Kazimirowicz Puzyriewski (Puzyrewski, ros. Александр Казимирович Пузыревский, ur. 3 lutego 1845, zm. 10 maja 1904 w Warszawie) – rosyjski generał piechoty (ros. генерал от инфантерии), zastępca dowódcy Warszawskiego Okręgu Wojskowego (1901–1904), historyk wojskowości.

## W służbie wojskowej
Urodził się w zruszczonej rodzinie szlacheckiej. Służbę wojskową rozpoczął w 1863, biorąc udział w tłumieniu powstania styczniowego na terenie Królestwa Polskiego. W 1866 otrzymał pierwszy stopień oficerski (podporucznik), rok później został porucznikiem. W latach 1870–1873 uczył się w Nikołajewskiej Akademii Sztabu Generalnego, w tamtym czasie awansował na stopień sztabs-kapitana (1871), następnie został kapitanem (1873). Po ukończeniu Akademii skierowany do sztabu 1 Gwardyjskiej Dywizji Piechoty (1874–1877), gdzie w ostatnim roku służby otrzymał awans na pułkownika. Brał udział w wojnie rosyjsko-tureckiej (1877-78), w trakcie której dowodził sztabem oddziałów prowadzonych przez Iosifa Hurko. W kolejnych latach zajmował sztabowe stanowiska w 1 Korpusie Armijnym i w Petersburskim Okręgu Wojskowym, m.in. był szefem sztabu 2 Dywizji Kawalerii Gwardii. Jednocześnie od 1879 do 1889 pracował naukowo, będąc adiunktem Nikołajewskiej Akademii Sztabu Generalnego. W tym czasie otrzymał swój pierwszy generalski stopień – generała-majora (1887).
Od stycznia 1890 do marca 1901 pełnił funkcję szefa sztabu Warszawskiego Okręgu Wojskowego, by następnie zostać zastępcą dowódcy tego okręgu (ówcześni dowódcy okręgu, Iosif Hurko i Michaił Czertkow pełnili zarazem funkcję warszawskiego generała-gubernatora). Na tym stanowisku pozostał formalnie do swej  śmierci w maju 1904. W okresie służby w tzw. Królestwie Polskim otrzymał kolejne generalskie awanse: w 1893 został generałem porucznikiem, a w 1901 – generałem piechoty.

## Afera płk. Grimma
Na początku 1902 w armii rosyjskiej wyszła na jaw afera związana z osobą Anatolija N. Grimma, oficera warszawskiego okręgu wojskowego, który był niemieckim szpiegiem. Kilka lat wcześniej Grimm przedstawił gen. Puzyriewskiemu „własny” plan wojny z Niemcami, w rzeczywistości spreparowany przez wywiad niemiecki. Grimm dzięki Puzyriewskiemu awansował do stopnia pułkownika i został oficerem operacyjnym. W późniejszych latach, za pośrednictwem Niemców, podsuwał generałowi kolejne dokumenty, którymi ten dzielił się z rosyjskim Sztabem Generalnym, gdzie na ich podstawie opracowywano rzeczywiste plany wojny z Niemcami, w tym również plan wspólnego ataku z armią francuską. Mając pełny dostęp m.in. do rosyjskich planów mobilizacyjnych, Grimm przekazywał je Niemcom i prawdopodobnie Austro-Węgrom. Na trop niemieckiego szpiega wpadł austriacki pułkownik Alfred Redl, słynny rosyjski szpieg. Ujawnienie prawdziwej roli Grimma wywołało międzynarodowe reperkusje i pogrążyło gen. Puzyriewskiego, który w marcu 1902 został wysłany na przymusowy urlop, jak również wpłynęło to na zmianę rosyjskich planów wojennych. Afera szpiegowska załamała dalszą karierę Puzyriewskiego.
Odznaczony został Orderem Świętego Jerzego IV klasy, Orderem Świętego Włodzimierza IV klasy oraz Orderem Świętego Stanisława II klasy.
Generał zmarł 10 maja 1904. Został pochowany w Warszawie na tamtejszym cmentarzu prawosławnym.

## Publikacje
Aleksandr K. Puzyriewski był autorem licznych dzieł z zakresu historii wojskowości, opublikował m.in.:
- „Uwagi dotyczące historii sztuki wojennej w okresie wojny trzydziestoletniej” (ros. Записки по истории военного искусства в эпоху 30-летней войны, wyd. 1882),
- „Historia sztuki wojennej w wiekach średnich” (ros. История военного искусства в средние века, wyd. 1884),
- „Wojna polsko-rosyjska 1831” (ros. Польско-русская война 1831 г., wyd. 1886, wyd. polskie 1897, 1899),
- „Wspomnienia oficera sztabu generalnego z wojny z Turcją 1877–1878” (ros. Воспоминания офицера генерального штаба о войне 1877–1878 гг. в Европейской Турции, wyd. 1887),
- „Szarża jazdy pod Somo-Sierra w Hiszpanji” (wyd. 1899), w tej książce pochlebnie wypowiadał się o ataku polskich szwoleżerów pod Somosierrą w 1808[10].

## Rodzina
Żoną Aleksandra Puzyriewskiego była Jewgienia, baronówna von Korff (zm. 1901), z małżeństwa pochodziła jedna córka. Jego brat Nikołaj (zm. 1902), generał-lejtnant armii rosyjskiej, jest pochowany na cmentarzu prawosławnym w Kaliszu.